# Березюк Володимир Володимирович
Володимир Володимирович Березюк  (бл. 1992 — 22 березня 2012) — український військовик. Загинув під час нападу зловмисників на військову частину. Посмертно нагороджений орденом «За мужність» III ступеня.

## Біографія

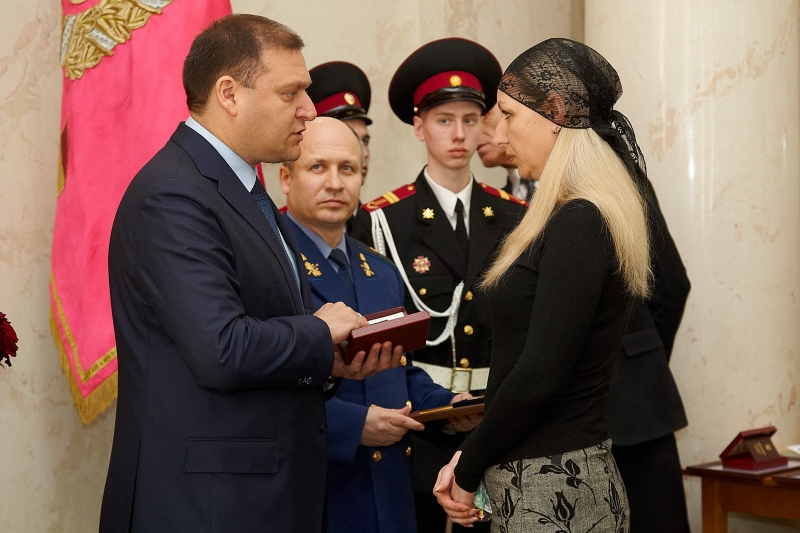
Михайло Добкін вручає нагороду Людмилі Березюк за померлого сина

Меморіальна дошка у школі

Народився у родині Володимира та Лариси Березюк, навчався у середній школі № 42 Харкова. Проходив строкову службу у 164-й радіотехнічній бригаді Повітряного командування «Центр» у Харкові. Загинув під час нападу на військову частину. На думку експерта Радіо Свобода — Олександра Ковальова, причиною смерті Березюка стала відсутність у нього спеціальної підготовки. Нападники атакували зненацька, так що Березюк не встигнув зробити попереджувальний постріл. Він отримав сім ножових поранень і помер на місці. Напад відбили товариші Березюка, один з нападників був вбитий, іншого затримали. Згодом другого нападника засудили до довічного покарання.
Згідно з матір'ю Володимира Березюка — Людмили, її сину залишався тиждень до демобілізації. Похований на п'ятнадцятому міському кладовищі.
Указом президента України № 220/2012, Володимира Березюка «За мужність і самовіддані дії, виявлені під час виконання військового обов'язку», було посмертно нагороджено орденом «За мужність» III ступеня, разом з ним нагороду отримали два його товариша які відбили напад.
Урочисте вручення нагород відбулося 5 квітня 2012 року, на ньому були присутні батьки Володимира Березюка — Володимир та Лариса. Замість Володимира нагороду отримала матір. Під час вручення нагород, голова Харківської облдержадміністрації Михайло Добкін так характеризував нагороджених:

Ці люди в мирний час здійснили подвиг. Вони чесно, сумлінно та професійно виконали свій військовий обов'язок.

Харківський міський голова Геннадій Кернес сказав, що:

Ім'я Володимира Березюка буде вписано золотими літерами в історію солдатської слави. Вічна йому пам'ять.

## Нагороди
- орден «За мужність» III ступеня (30.03.2012)[4]
- нагрудний знак «За доблесну військову службу Батьківщині» (2012)[5]

## Пам'ять
- Меморіальна дошка на фасаді середньої школи № 42[6].
- Ім'я Володимира Березюка було «навічно» внесено в списки 164-ї радіотехнічної бригади[5].